# 그때는 그에게 안부 전해줘
《그때는 그에게 안부 전해줘》(일본어: そのときは彼によろしく)는 이치카와 타쿠시의 일본 연애 소설이다.

## 개요
2004년 10월 7일, 쇼가쿠칸에서 간행.(ISBN 4093861382) 2007년 4월 11일에 쇼우갓칸 문고에서 문고화되었다. 대한민국에서는 랜덤하우스중앙에서 2005년 8월 15일 첫 발행되었다.
또한 히라카와 유이치로 감독에 의해 영화화되어 2007년 6월 2일 일본에서 개봉되었다.

## 영화
2007년 6월 2일 도호 배급으로 개봉되었다. 주연은 나가사와 마사미, 야마다 타카유키, 츠카모토 타카시. 히라카와 유이치로 감독의 영화 데뷔작이다.

### 줄거리
작은 아쿠아 플랜츠 점 "트래시"을 경영하고 있는 토오야마 사토시(야마다 타카유키 분)에, 어느 날 톱 모델의 모리카와 스즈네(나가사와 마사미 분)가 나타난다. 스즈네는 사토시에게 갈 곳이 없다는 이유로 아르바이트로 고용해 달라고 요청한다. 사토시는 조금 이상하게 생각하지만, 스즈네에게 묘한 그리움을 느끼며 부탁을 거절한다.
한편 사토시는 결혼 소개소에서 만난 미사키(쿠니나카 료코 분)와 몇 번의 데이트를 하고 있었다. 사토시는 데이트때마다 13살때 만난 친구와의 만남부터 이별까지 이야기했다. 그 때는 여성이 대하기 힘든 상대에도 사토시는 마치 13살로 돌아온 것처럼 활기차고 생기가 넘쳤다.
어느 날 사토시는 방울 소리가 13살때 만난 친구, 타키가와 카린이라고 말하는 것을 깨닫는다. 그것을 그녀에게 전하면 가까스로 알고 있었다는듯한 말과 표정을 보였다. 그 때 사토시에 여기에서 끝내달라고 부탁했을 때 그 동안에 느낀 이상한 그리움의 정체를 알게 된다. 그러나 그 직후, 카린은 이제 곧 여기서 나가겠다고 말한다. 이유를 물어도 좀처럼 진실을 말해주지 않는다. 하지만 사토시는 마음속에서 점점 커가는 카린의 대한 생각으로 그를 움직이게 만드는데...

### 출연
- 모리카와 스즈네 / 타키가와 카린 : 나가사와 마사미 / (어린 시절: 쿠로다 린)
- 토오야마 사토시 : 야마다 타카유키 / (어린 시절: 후카자와 아라시)
- 이가라시 유지 : 츠카모토 타카시 / (어린 시절: 쿠와시로 타카아키)
- 시바타 미사키 : 쿠니나카 료코
- 카츠라기 모모카 : 키타가와 케이코
- 나츠메 아카유키 : 키카와다 마사야
- 마츠오카 이쿠오 : 혼다 리키
- 토야마 리츠코 : 와쿠이 에미
- 토야마 고로 : 코히나타 후미요

### 스태프
- 감독 : 히라카와 유이치로
- 각본 : 이시카와 카오루, 이치카와 타쿠지
- 원작 : 이치카와 타쿠시 〈그때는 그에게 안부 전해줘〉
- 총괄 프로듀서 : 이치카와 미나미, 하마나 카즈야
- 프로듀서 : 고베 아키라, 야마나카 카즈나리, 가와무라 겐키
- 기획·제작 : 하루나 케이
- 제작 : 시마타니 요시나리, 노부쿠니 이치로, 카메이 오사무, 야스나가 요시로, 큐엔 가쿠, 하라 요지로 · 이노우에 료지, 사와이 카즈노리
- 촬영 : 마다라메 시게토모
- 미술 : 이소다 노리히로
- 편집 : 이마이 츠요시
- 녹음 : 요코미조 마사토시
- 조명 : 아가츠마 토시아츠
- 음악 : 마츠타니 스구루
- 스크립터 : 스즈키 카즈미
- 장식 : 카와이 요시아키
- 조감독 : 시오자키 준
- 제작 담당 : 타카미 아키오
- VFX 슈퍼 바이저 : 코사카 카즈요리
- 음악 프로듀서 : 키타하라 쿄코
- 수족관 아티스트 : 아마노 타카시
- 제작 협력 : 영화 〈그때는 그에게 안부 전해줘〉 제작위원회 (도호, TBS, 쇼우갓칸, 하쿠호도 DY 미디어 파트너스, 마이니치 방송, 홋카이도 방송, 도호쿠 방송, 주부닛폰 방송, 주고쿠 방송, RKB 마이니치방송)
- 제작 프로덕션 : 도호 영화
- 배급 : 도호

### 주제가
- 주제가 : 시바사키 코우 〈Prism〉
- 삽입곡 : 나카무라 코지, 타카기 마사카츠

### 원작과의 차이점
- 영화에서 미사키는 단골의 빵 가게의 점원으로, 두 사람은 카린의 허락에 의해 처음으로 함께 식사를 한다.
- 카린의 언니의 방울 소리가 나지 않는다. (그렇게 카린이 눈을 뜬 이유가 아버지의 죽음에 의한 것으로 바뀌었다.)
- 원작에서 바늘꽃과는 수초가 열쇠를 쥐고 있지만 영화에서는 나오지 않는다.
- 나츠메는 회계사의 자격을 취득하기 위해 상점을 그만 두는 설정이 있다.
- 카린, 사토시, 유지의 첫 만남이 원작에서는 13세(중학생)라는 설정이었지만, 영화에서는 초등학생으로 바뀌었다.
- 원작에는 등장하지 않았던 오니바스라는 수초의 종류가 이야기의 마지막에 큰 비중을 차지한다.
- 어린 시절의 카린과 사토시 등이 놀고 있던 장소가 원작에는 등장하지 않았던 폐차(버스)라는 설정이 추가되어 있다.